# Emmanuel Ekpo
Emmanuel Ekpo (* 20. prosince 1987, Ekori) je nigerijský fotbalový záložník a reprezentant, momentálně působící v norském klubu FK Haugesund.

## Klubová kariéra
S fotbalem začínal v mládežnických celcích nigerijského klubu Calabar Rovers. První profesionální starty si připsal v dalších nigerijských týmech Akwa United FC a Enyimba International FC.
V roce 2008 odešel hrát do zámořského týmu Columbus Crew, kde působil až do roku 2011. V únoru 2012 přestoupil do norského Molde FK.
V létě 2014 odešel do jiného norského týmu FK Haugesund.

## Reprezentační kariéra
Byl členem národního týmu do 23 let, který na olympiádě v Pekingu 2008 získal stříbrné medaile. Poté se objevil i v seniorské reprezentaci Nigérie.